# Grotta di Teshik-Tash
La Grotta di Teshik-Tash è un sito archeologico nei pressi di Boysun nella regione di Surxondaryo, dove nel 1938 sono stati ritrovati i resti di un ominide, denominato Teshik-Tash 1, che, grazie all'analisi dei denti, è stato attribuito ad un bambino tra gli 8 e 11 anni appartenente alla specie dei Neandertal.